# Антенор (патриций Прованса)
Антенор (лат. Antenor) — патриций, правитель Прованса в конце VII — начале VIII веков.

## Биография
О происхождении и ранних годах жизни Антенора сведений в средневековых источниках не сохранилось. Возможно, он был выходцем из знатной нейстрийской семьи. Впервые Антенор упоминается в конце VII века уже как правитель Прованса, носивший титул патриция. Вероятно, он был в этой должности преемником патриция Немфидия. Об этом сообщается в картулярии аббатства Святого Виктора. В одной из находящейся здесь хартии, датируемой 780 годом, приведён список прованских правителей, носивших титул патриция: «Анседерт, Немфидий, Антенор, Метран и Аббон» (лат. Ansedertus, Nemfidius, Antenor, Metranus et Abbon). Резиденция Антенора располагалась в городе Марсель.
Вероятно, Антенор не признавал над собой власти майордомов Франкского государства из рода Пипинидов, Пипина Геристальского и Карла Мартелла. О реальной самовластности Антенора над подчинёнными ему территориями свидетельствуют отчеканенные в Марселе монеты, на которых присутствует его имя или монограмма. Предполагается, что будучи достаточно независимым правителем прованских земель, своими непосредственными сюзеренами Антенор считал королей из династии Меровингов.
Политическая независимость Антенора от власти франкских майордомов подкреплялась его самостоятельностью в назначении на должности духовных и светских в подчинявшихся ему землях, а экономическая — на богатстве владений, как его личных, так и находившихся в управлении зависимых от него лиц.
Чтобы поддерживать своих последователей, патриций приказал конфисковать имущество марсельского аббатства Святого Виктора, а все финансовые документы обители сжечь. Такая политика секуляризации создавала Антенору как сторонников, к которым переходила собственность аббатства, так и противников.
В 697 году Антенор прибыл ко двору франкского короля Хильдеберта III. Здесь под председательством монарха произошло судебное слушание, на котором разбирались требования герцога Шампани Дрого в получении земель в качестве приданого своей супруги. По королевскому решению иск Дрого был отвергнут. Предполагается, что участие Антенора в этом заседании было обусловлено его враждебным отношением к Пипинидам.
В картулярии аббатства Святого Виктора кратко упоминается о мятеже, поднятом Антенором против майордома франков. Документ не позволяет однозначно датировать это событие. Предполагается, что мятеж мог быть поднят в период от 696 до 716 года. Таким образом, майордомом, против которого восстал правитель Прованса, мог быть как Пипин Геристальский, так и его сын Карл Мартелл. Предполагается, что мятеж в Провансе был одним из восстаний местной знати (как, например, мятеж герцога Гунальда I в Аквитании). По одному мнению, он был спровоцирован неспособностью франкских майордомов оказать отпор начавшимся набегам мавров на южные земли современной Франции; по другому мнению, его причиной могло быть всё возраставшие притязания Пипинидов на реальную власть над окраинными областями Франкского государства. О итогах мятежа в документе не упоминается. Возможно, Антенор смог получить полную независимость от власти франкских майордомов.
Преемником Антенора в должности правителя Прованса был Метран. Однако в средневековых источниках дата этого события не указывается. Современные историки предполагают, что это произошло около 716 года.
В обнаруженном в 1851 году в селении Симье кладе серебряных монет из 2294-х штук значительная часть относится ко времени правления Антенора. Вероятно, клад был зарыт приблизительно в 730-х годах. Исследования показали, что имя Антенора содержится на двух видах монет: на одних указано полное имя Антенора, на других — только его монограмма. Это позволило некоторым историкам сделать предположение, что, возможно, Антенор дважды занимал должность правителя Прованса, или что на рубеже VII и VIII веков этими землями управляли два патриция по имени Антенор: возможно, отец и сын. Однако достоверных подтверждений таких гипотез представлено так и не было.

## Комментарии
1. ↑  Мятеж Антенора датируется или 696—697 годами[5], или 702 годом[6], или 711—714 годами[7], или 714—716 годами.